# Пехливански борби
Мазните борби (на турски: yağlı güreş), познати в България като Пехливански борби, са вид спортни борби. Участниците в тях се наричат пехливани.
Те водят началото си от Османската империя, като в Турция се считат за национална традиция, а както там, така и в други части на някогашната империя са основа на популярността на съвременната спортна борба. Включени са в списъка на ЮНЕСКО за опазване на световното нематериално културно наследство, чрез провеждащия се всяка година в Одрин турнир по пехливански борби „Къркпънар“. Този вид състезание е близък до борбата „кураш“, която е традиционна за тюркските народи. Участниците в тези прояви се наричат пехливани (думата произлиза от персийското پهلوان или pehlevān, което може да се преведе като „герой“ или „шампион“).
Преди старта на надпреварите, пехливаните се намазват обилно с лой или растително масло, най-често олио или зехтин. Облеклото им е оскъдно, като трябва да бъдат задължително голи над кръста и без обувки. Облечени са единствено с прилепнали къси панталони, ръчно изработени от биволска или телешка кожа. Традиционното наименование на тези кожени гащи е „къспети“ и може да тежат до 10 – 12 kg. Крачолите се зашиват с конец един за друг преди мача, за да се предотврати възможността съперникът да вкара ръката си между тях.
Целта на състезателя е противникът да бъде туширан, като често това се оказва трудно, тъй като върху хлъзгавите тела е почти невъзможно да се приложи захват. По традиция, победител в пехливанските борби е този, който успее да обърне противника си по гръб или да го вдигне във въздуха, а наградата е златен пояс от 24 карата, който тежи 1,6 кг. Състезанията се провеждат по панаири и фестивали, а борците се разпределят в категории от „миник“ до „баш“ (тежка). Много от тях тренират класическа или тежка борба и са възпитаници на спортни школи и гимназии.
Макар в България по време на тоталитарния режим този вид спорт да е забранен, напоследък той се възражда. В България се практикува най-вече от мюсюлманското население в района на Лудогорието, Хасковско и Кърджалийско. Освен в Турция и България, пехливанските борби са разпространени и в северните части на Гърция, в района на Серес и Родопите.